# Гродзицкий, Митрофан Иосифович
Митрофан Иосифович Гродзицкий (1 [13] октября 1861, Минская губерния — после 1917) — юрист, судья, депутат III и IV Государственной думы от Оренбургской губернии (1907—1917). Комиссар над Государственным контролем, а также комиссар по Главному управлению почт и телеграфов Временного комитета Государственной думы в 1917 году. В составе Особого совещания для изготовления проекта Положения о выборах в Учредительное собрание. Член ЦК Российской радикально-демократической партии (РРДП).

## Биография

### Ранние годы. Юрист
Митрофан Гродзицкий родился в Минской губернии 1 (13) октября 1861 года в семье потомственных дворян из Оренбургской губернии. В 1887 (по другим данным — 1885) году Митрофан окончил Ярославский Демидовский юридический лицей (двенадцатый выпуск) со степенью кандидата прав.
Гродзицкий начал службу кандидатом на судебные должности при Московском окружном суде, затем он был городским судьей в Аккермане. В 1891 году он состоял кандидатом на судебные должности в Киеве. В 1901—1912 (по другим данным — 1897—1908) годах он являлся уездным членом Троицкого окружного суда по Верхнеуральскому уезду, а также был сотрудником в юридических журналах.
С 1892 года Гродзицкий был членом Кассы взаимопомощи ученых и литераторов. Владел домом в Верхотурье, оцененным в 6 тысяч рублей.

### Депутат III и IV Думы
На выборах в Третью и Четвёртую Государственные думы Российской империи статский советник, белорус М. Гродзицкий являлся выборщиком по Верхнеуральскому уезду. В III Думу он был сначала забаллотирован, но 18 октября 1908 годы — был избран от первого съезда городских избирателей на дополнительных выборах, в связи с отказом от мандата Н. В. Теребинского.
В III Думе Митрофан Иосифович начал работать уже со второй сессии (с 19 сентября 1908 года), будучи беспартийным. Затем он вошёл во фракцию прогрессистов. Стал член целого ряда комиссий: по судебным реформам, по местному самоуправлению, по направлению законодательных предположений, по запросам, финансовой, для рассмотрения законопроекта об упразднении пастбищных и лесных сервитутов в губерниях западных и белорусских. Кроме того, являлся докладчиком комиссии по местному самоуправлению и согласительной комиссии.
25 октября 1912 года Гродзицкий избрался в IV Думу, всё от того же первого съезда городских избирателей. Вновь стал членом фракции прогрессистов (вошёл в её бюро), а кроме того — стал секретарём девятого думского отдела. В новой Думе он вновь состоял в многочисленных комиссиях: бюджетной, библиотечной (с четвёртой сессии — заместитель председателя), по судебным реформам, по запросам, для выработки законопроекта о печати, по исполнению государственной росписи доходов и расходов. Стал докладчиком двух комиссий: по проекту государственной росписи и бюджетной.
С августа 1915 года Митрофан Гродзицкий примкнул к Прогрессивному блоку, который покинул 31 октября 1916 года вместе со своей фракцией.

### Комиссар ВКГД
Во время Февральской революции, 2 марта 1917 года, Гродзицкий был назначен Временным комитетом Государственной думы (ВКГД) комиссаром над Государственным контролем. С 10 марта он стал комиссаром ВКГД (вместо К. К. Черносвитова), а с 2 мая — одновременно и комиссаром Временного правительства по Главному управлению почт и телеграфов.
В 1917 году Гродзицкий был в составе Особого совещания для изготовления проекта Положения о выборах в Учредительное собрание, а также — Всероссийской комиссии по делам о выборах в Собрание.
В конце марта Митрофан Иосифович примкнул к «радикальным демократам»: вошёл в ЦК Российской радикально-демократической партии (РРДП). 8 августа 1917 года он обратился в ВКГД с просьбой об отпуске ввиду заболевания сердца — просьба была удовлетворена.
Осенью 1917 года Митрофан Иосифович Гродзицкий находился в Верхнеуральске. Дальнейшая его судьба неизвестна.

## Произведения
- Привилегия безответственности // Речи членов Государственной думы В. М. Вакара и М. И. Гродзицкого. — СПб., 1914.[2]
- Статьи по вопросам гражданского и уголовного права, а также — политической экономии[9][3].

## Семья
На 1907 год Митрофан Гроздицкий был холост.